# Saint-Sixt
Saint-Sixt ist eine französische Gemeinde im Département Haute-Savoie in der Region Auvergne-Rhône-Alpes.

## Geographie
Saint-Sixt liegt auf 621 m, südöstlich von La Roche-sur-Foron, etwa 22 Kilometer südöstlich der Stadt Genf (Luftlinie). Das Dorf erstreckt sich an aussichtsreicher Lage auf einer Geländeterrasse am unteren Nordhang des Sur Cou (Berggipfel der Bornes-Alpen), über der breiten Talniederung der Arve, im Pays Rochois.
Die Fläche des 5,21 km² großen Gemeindegebiets umfasst einen Abschnitt der nördlichen Bornes-Alpen. Das Hauptsiedlungsgebiet bildet die rund 1 km breite Terrasse von Saint-Sixt (rund 200 m über dem Arvetal gelegen). Von hier erstreckt sich das Gemeindeareal südwärts über einen zunächst relativ sanft, später immer steiler ansteigenden Hang (Bois des Lanches) und über den Vorsprung von Montisel bis auf den Westgrat des Sur Cou, an dem mit rund 1600 m die höchste Erhebung von Saint-Sixt erreicht wird.
Zu Saint-Sixt gehören neben dem eigentlichen Dorf auch die Weilersiedlung Montisel (1080 m) auf einem Vorsprung am Nordwesthang des Sur Cou und verschiedene Gehöfte. Nachbargemeinden von Saint-Sixt sind Amancy im Norden, Saint-Laurent im Osten sowie La Roche-sur-Foron im Westen.

## Geschichte
Der Ort ist benannt nach Papst Sixtus II. Im Mittelalter war Saint-Sixt Mittelpunkt einer eigenen kleinen Herrschaft.

## Sehenswürdigkeiten
Die Dorfkirche stammt ursprünglich aus dem 13. Jahrhundert (Teile des Chors sind erhalten), wurde aber später mehrfach umgebaut und restauriert. Nahe bei der Kirche steht das Schloss, das im Jahre 1349 errichtet wurde.

## Bevölkerung
| Jahr                       | 1962 | 1968 | 1975 | 1982 | 1990 | 1999 | 2005 |
| Einwohner                  | 167  | 147  | 174  | 440  | 508  | 606  | 843  |
| Quellen: Cassini und INSEE |      |      |      |      |      |      |      |

Mit 994 Einwohnern (Stand 1. Januar 2022) gehört Saint-Sixt zu den kleinen Gemeinden des Département Haute-Savoie. Seit Mitte der 1980er Jahre wurde dank der schönen Wohnlage und der Nähe zu La Roche-sur-Foron ein markantes Bevölkerungswachstum verzeichnet.

## Wirtschaft und Infrastruktur
Saint-Sixt ist noch heute ein vorwiegend durch die Landwirtschaft geprägtes Dorf. Daneben gibt es einige Betriebe des lokalen Kleingewerbes und einige touristische Einrichtungen. Viele Erwerbstätige sind Wegpendler, die in den größeren Ortschaften der Umgebung sowie im Raum Genf-Annemasse ihrer Arbeit nachgehen.
Die Ortschaft liegt abseits der größeren Durchgangsstraßen, kann aber von La Roche-sur-Foron leicht erreicht werden. Der nächste Anschluss an die Autobahn A41 befindet sich in einer Entfernung von rund fünf km.